# Medaile cti (Japonsko)
Medaile cti (japonsky: 褒章) je japonské státní vyznamenání udílené japonskou vládou. Medaile jsou udíleny občanům Japonska, kteří vykonali záslužné činy a také těm, kteří dosáhli vynikajících výsledků ve své práci či v akademické nebo umělecké oblasti.

## Historie
Podle usnesení Státní rady č. 125 z července 1875 mělo dojít k oceňování mimořádných osobností a dobrodinců. Za tímto účelem byla v roce 1876 zřízena Cena úřadu (japonsky: 賞勲局). Medaile cti byly založeny 7. prosince 1881 a poprvé uděleny následujícího roku. Původně byly udíleny pouze medaile na červené, zelené a modré stuze. Tento systém byl rozšířen v roce 1887 císařským výnosem č. 16, kdy přibyla medaile se žlutou stuhou. V roce 1918, během období Taišó, byla císařskou vyhláškou č. 349 přidána medaile s tmavě modrou stuhou.
V roce 1927 byla zavedena zlatá spona, která byla určena jedincům, kteří stejné vyznamenání obdrželi minimálně pětkrát. Po druhé světové válce bylo usnesením vlády č. 4 ze 3. května 1947 rozhodnuto o zrušení císařského výnosu č. 16 z roku 1887 a tak byla zrušena i medaile se žlutou stuhou. Tento typ byl obnoven v roce 1955 vládním nařízením č. 7, kterým byl také zaveden nový typ medaile s fialovou stuhou.
V roce 2003 byly čestné medaile reformovány.

## Pravidla udílení
Medaile (kromě medaile s tmavě modrou stuhou) jsou udíleny pravidelně dvakrát ročně vždy 29. dubna (v den narozenin císaře Hirohita) a 3. listopadu (v den narozenin císaře Meidžiho). Udělení medaile je možné pouze fyzickým osobám. Pokud by měla být vyznamenána právnická osoba nebo kolektiv, udílí se místo medaile osvědčení (japonsky: 褒状), které je označeno příslušnou barvou podobně jako medaile.
V případě že vyznamenaná osoba zemře před slavnostním předáním medaile, je ocenění předáno do rukou pozůstalých (s výjimkou medaile s tmavě modrou stuhou).
Medaile jsou udíleny za vykonané záslužné skutky a také za vynikající výsledky v práci. Každoročně je těmito medailemi oceněno přibližně 800 lidí.

## Insignie
Medaile kulatého tvaru o průměru 30 mm je vyrobena ze stříbra. Na přední straně na pozlaceném středovém kotouči jsou stylizované znaky 褒章. Středový kotouč je obklopen stříbrný prstencem s motivem třešňových květů. Na zadní straně je (s výjimkou medaile s tmavě modrou stuhou) jméno příjemce. Provedení je shodné u všech typů, liší se pouze barvou stuhy, která je z hedvábného moaré. Šířka stuhy je od roku 2003 přesně 36 mm.

Na stuze je stříbrná spona s uvedeným datem udělení medaile. V případě opětovného udělení se na sponu doplní další datum. Pokud je medaile udělena stejné osobě pětkrát či vícekrát je stříbrná spona nahrazena sponou zlatou. Spona je od roku 1927 zdobena vzorem třešňových květů.

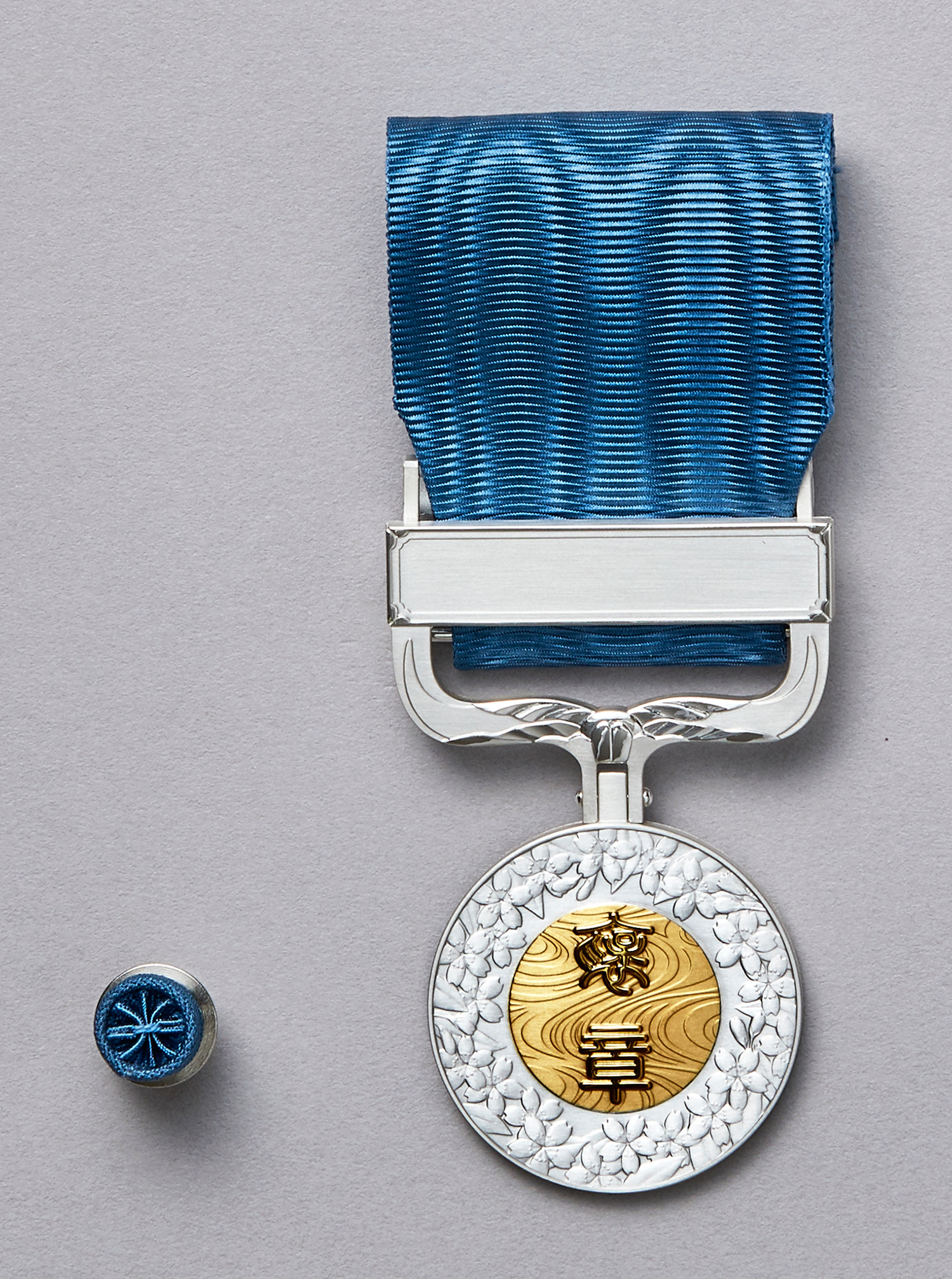
Modrá stuha
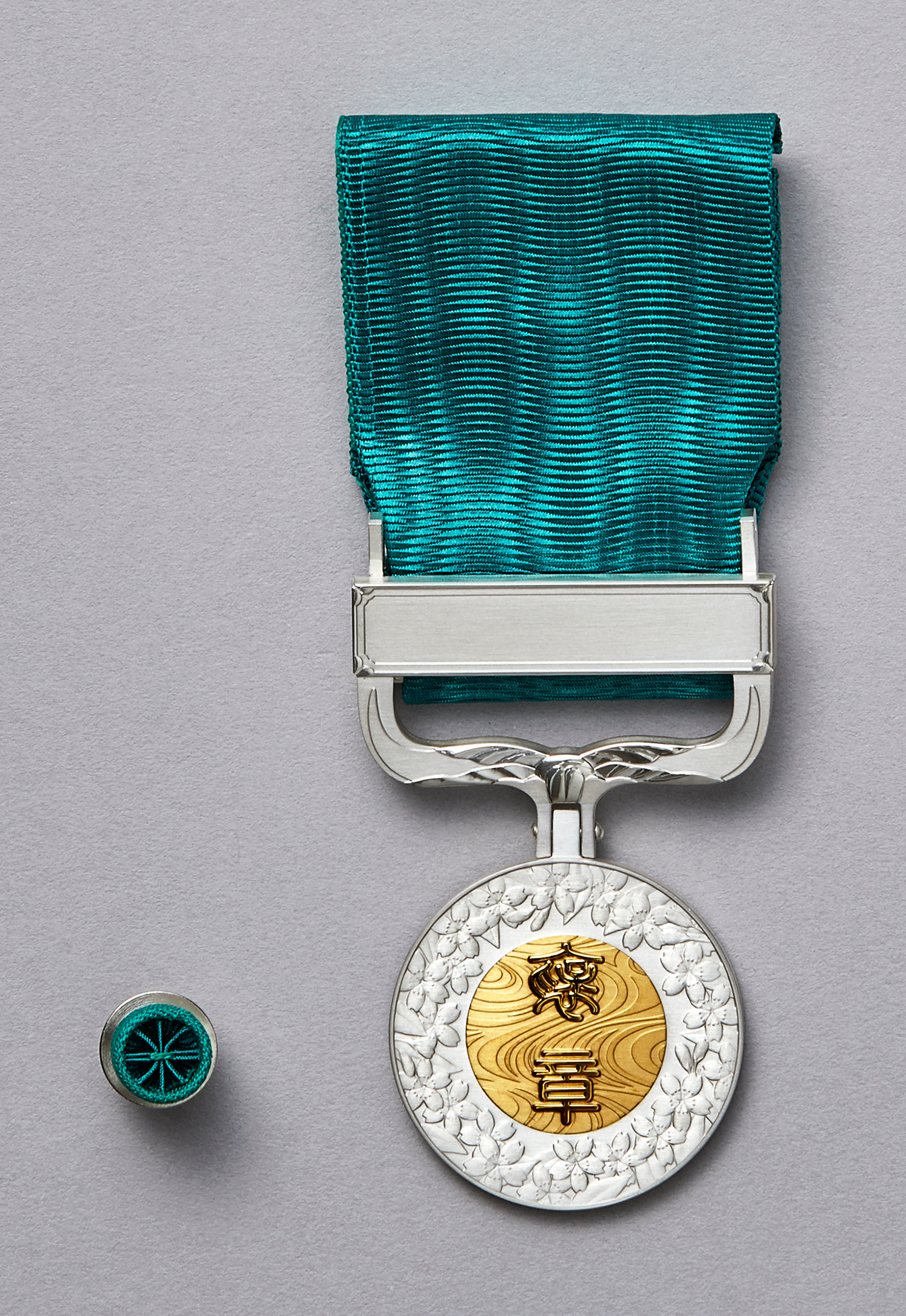
Zelená stuha
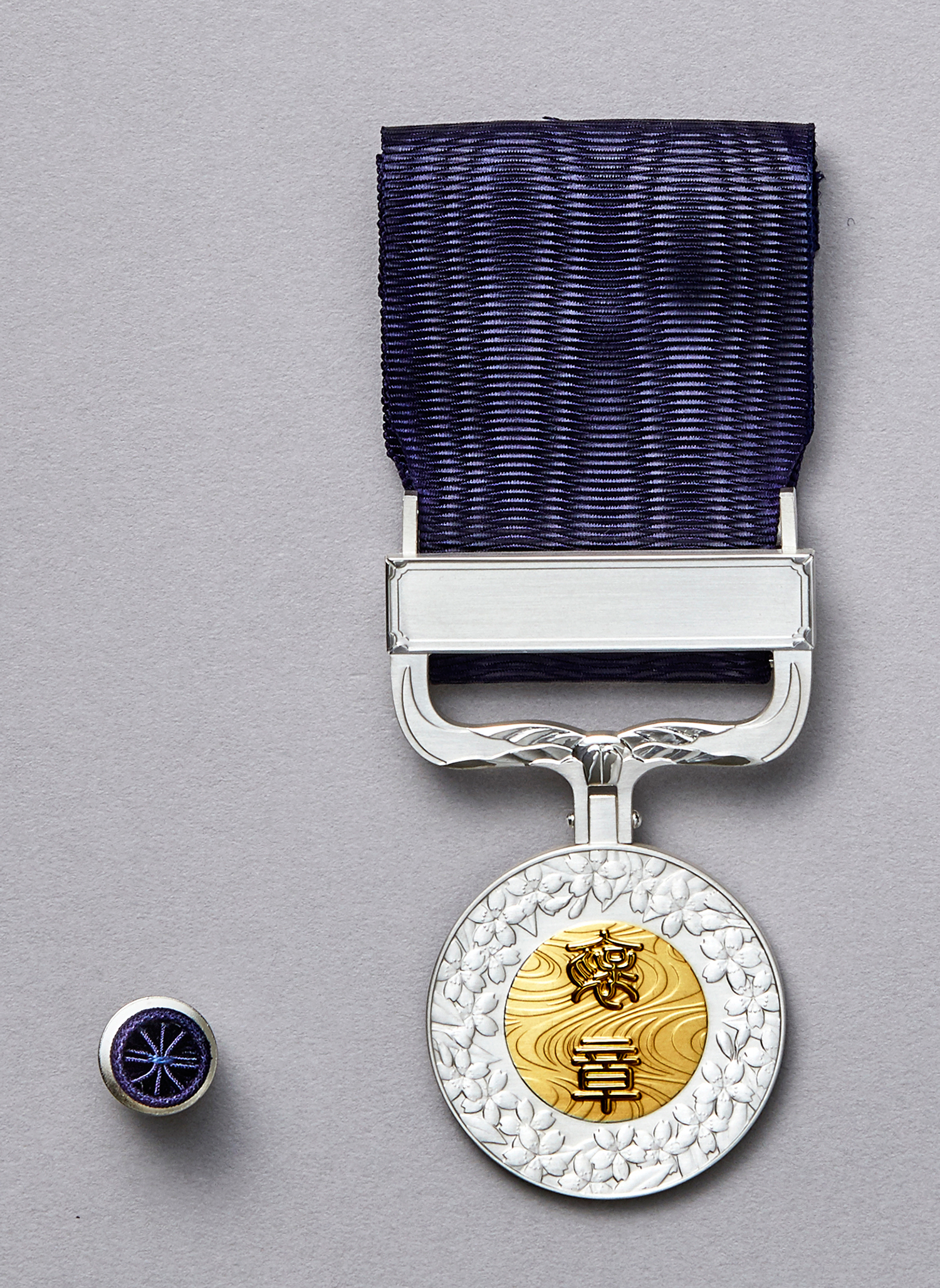
Tmavě modrá stuha
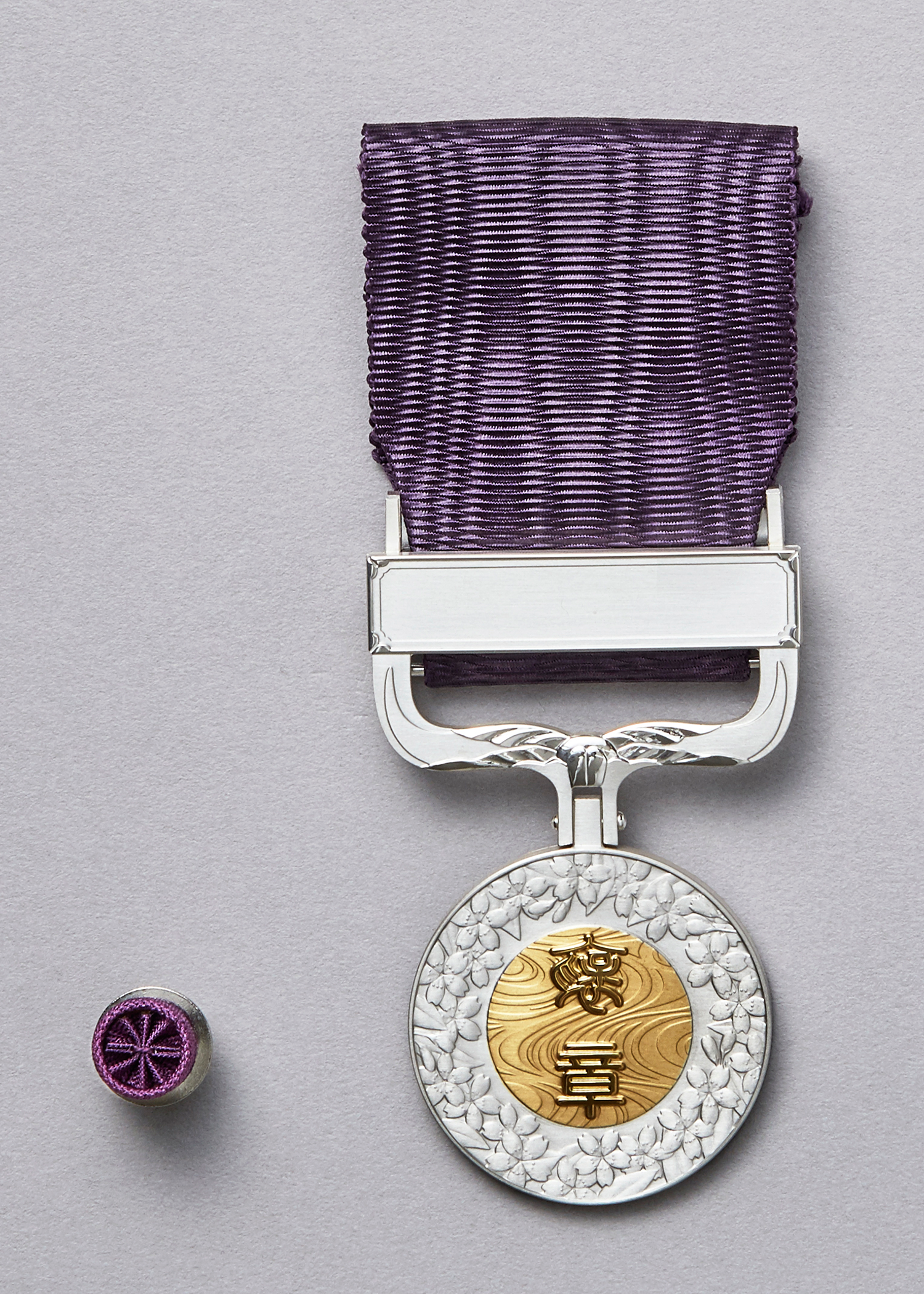
Fialová stuha
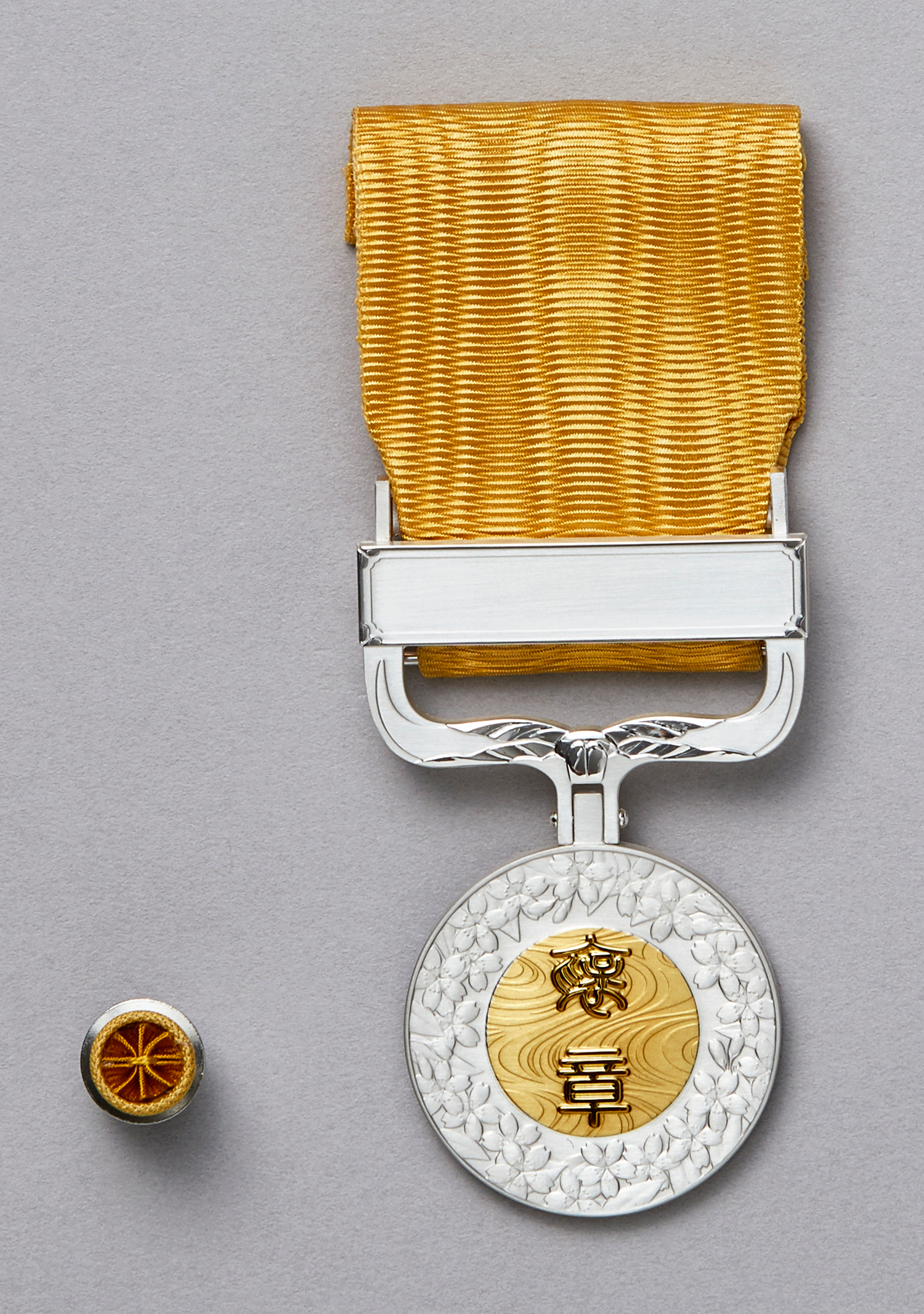
Žlutá stuha
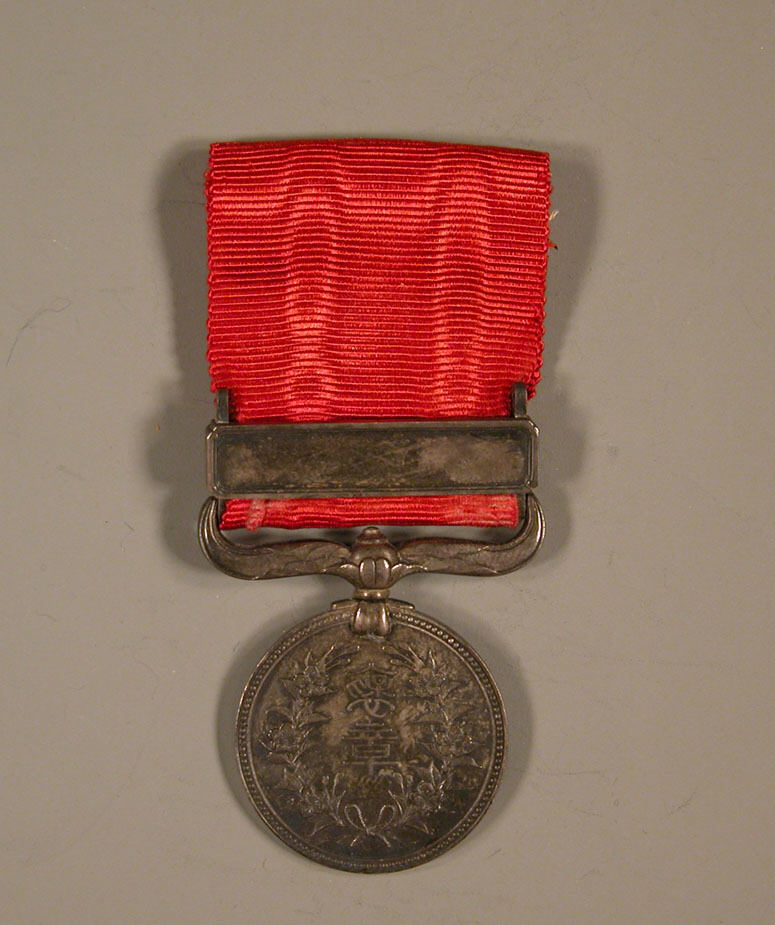
Červená stuha, 19. století

## Typy

### Červená stuha (紅綬褒章)
Tento typ byl poprvé udělen v roce 1882 a to za záchranu rybářů, kteří ztroskotali. Je udílen osobám, které riskovaly svůj život při záchraně života ostatních. Po druhé světové válce byl tento typ udílen čím dál méně. Po reformě v roce 2003 byl počet příjemců zvýšen. Od roku 2011 je minimální věková hranice pro udělení medaile snížena na 13 let.

### Zelená stuha (緑綬褒章)
Tento typ byl poprvé udělen v roce 1882. Původně byl udílen dětem, vnoučatům, ženám a služebníkům za projevené pozoruhodné skutky zbožnosti a dále osobám, za jejich pečlivost a vytrvalost při svém zapojení do pracovní činnosti a osobám, které se staly svým chováním vzorem pro veřejnost.
Poté, co se po druhé světové válce změnily společenské hodnoty, přestal být tento typ medaile po roce 1950 udílen. Po roce 1955 byl do jisté míry nahrazen typem se žlutou stuhou. V roce 2003 bylo udílení medaile se zelenou stuhou obnoveno. Od tohoto roku je udílena morálně skvělým jedincům, kteří se aktivně zapojili do služby veřejnosti.

### Žlutá stuha (黄綬褒章)
Tento typ byl poprvé udělen v roce 1887. Medaile se žlutou stuhou byla zrušena v roce 1947 a obnovena roku 1955. Udílena je osobám, které se staly vzorem veřejnosti svou pečlivostí a vytrvalostí, s jakou plní své povinnosti pro veřejné blaho.

### Fialová stuha (紫綬褒章)
Tento typ byl poprvé udělen v roce 1955. Udílen je za akademické a umělecké úspěchy. Reforma v roce 2003 odstranila věkovou hranici a umožnila tak ocenění i mladých objevitelů nových technologií, umělců a sportovců. Automaticky je také udílena japonským olympijským vítězům.

### Modrá stuha (藍綬褒章)
Tento typ byl poprvé udělen v roce 1882 a to za zlepšení zavlažování vyprahlých oblastí, které umožnilo rozšíření zemědělství do těchto míst a zlepšila tak život mnoha vesničanů. Udílen je osobám, které dosáhly významných úspěchů v oblasti veřejného blahobytu a veřejné služby. Reforma z roku 2003 rozšířila podmínky pro udělení tohoto typu medaile.

### Tmavě modrá stuha (紺綬褒章)
Tento typ byl poprvé udělen v roce 1919. Udílen je osobám, které mimořádně štědře podpořily komunitu.
| Stuhy       | Stuhy             | Stuhy       | Stuhy        | Stuhy         | Stuhy         |
| ----------- | ----------------- | ----------- | ------------ | ------------- | ------------- |
| Modrá stuha | Tmavě modrá stuha | Žlutá stuha | Zelená stuha | Fialová stuha | Červená stuha |